# Smalltalk
Smalltalk (чете се Смолток, означава „общи/празни приказки“, „разговор без особен смисъл“) е обектно ориентиран език за програмиране.
Първоначално започнат като език за обучение, Smalltalk придобива популярност през деветдесетте години, най-вече като език за малки, помощни програми. Постепенно популярността му намалява в началото на 21 век и, въпреки че все още е доста известен и се ползва от много хора, в широк мащаб е изместен от по-модерни и известни езици като Python, Perl и Ruby.